# Marie de Waldeck-Pyrmont
La princesse Marie de Waldeck-Pyrmont (Georgine Henriette Marie ; 23 mai 1857 – 30 avril 1882) est la troisième fille de Georges-Victor de Waldeck-Pyrmont et de son épouse, Hélène de Nassau, plus jeune demi-sœur d'Adolphe, grand-duc de Luxembourg.

## Famille
Marie est née à Arolsen, dans la partie allemande de la principauté de Waldeck-Pyrmont. Son frère cadet, Frédéric de Waldeck-Pyrmont, fut le dernier prince régnant de Waldeck et Pyrmont. Ses jeunes sœurs, Emma et Hélène, ont épousé le roi Guillaume III des Pays-Bas et Léopold, duc d'Albany (le plus jeune fils de la reine Victoria).

## Mariage
Le 15 février 1877 à Arolsen, Marie épouse le prince Guillaume de Wurtemberg, plus tard roi de Wurtemberg.
Ils ont eu trois enfants :
- Pauline de Wurtemberg (1877-1965) (19 décembre 1877 - 7 mai 1965), épouse de Guillaume-Frédéric de Wied (1872-1945) ;
- Ulrich (28 juillet 1880 - 28 décembre 1880) ;
- Fille mort-née (24 avril 1882).

## Mort
Marie meurt le 30 avril 1882 à Stuttgart, des suites de complications résultant de la naissance de son troisième enfant. Guillaume s'est remarié en 1886 à Charlotte de Schaumbourg-Lippe.